# Stadion Jantar
Stadion Jantar (ros.: Стадион Янтарь) – stadion piłkarski w Rosji, w Moskwie. Otwarty 7 września 2003.
Trybuny mogą pomieścić około 2000 widzów. Wokół boiska znajduje się bieżnia.